# Хунефер
Хунефе́р (егип. hw.nfr) — древнеегипетский писец и придворный фараона Сети I (XIX династия). Ему принадлежит папирус Хунефера, написанный в 1310—1275 годах до н. э.

## Биография
Хунефер носил следующие титулы: «Писец божественных подношений» и «Смотритель королевского крупного рогатого скота». Также он был придворным фараона Сети I. Его титулы указывают, что Хунефер занимал важное место в управлении государством. Его жена Наша была певицей Амона в Фивах. Гробница Хунефера не установлена, но, скорее всего, он похоронен в Мемфисе или Луксоре.

## Папирус Хунефера

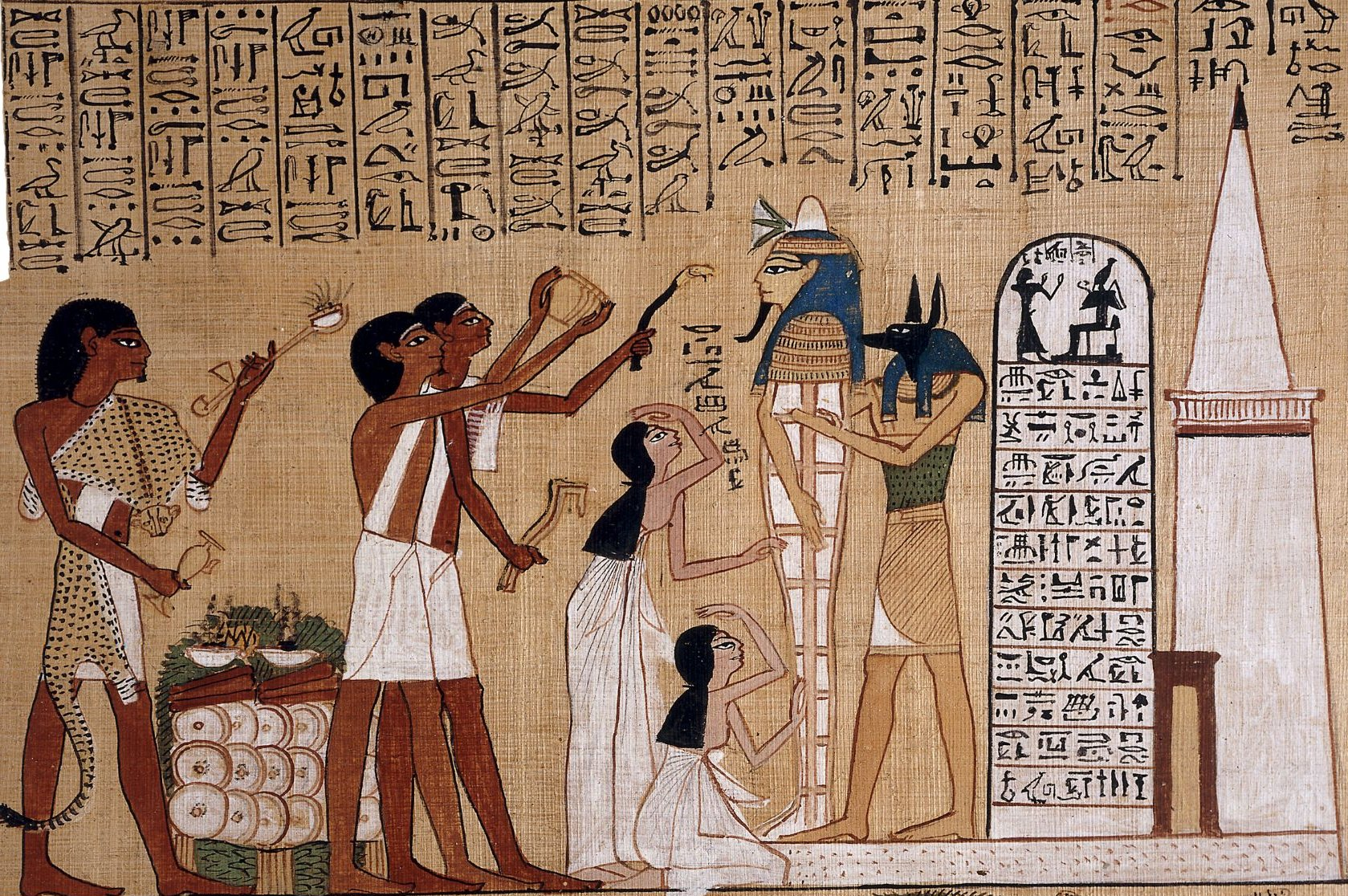
Анубис держит мумию Хунефера, жрецы совершают обряд отверзения уст

Папирус как копия Книги мёртвых изготавливался специально для Хунефера и отличается отличной сохранностью, размером и чёткими яркими иллюстрациями. Одна из них показывает обряд отверзения уст, что даёт представление об этой части похоронного ритуала. Папирус выставлен сегодня в экспозиции Британского музея с инвентарным номером EA 9901. Изначально его длина составляла 5,5 м в длину и 39 см в ширину, сегодня же папирус разрезан на 8 частей для лучшей сохранности.
От Хунефера помимо папируса сохранилась статуэтка, где этот свёрнутый папирус хранился. В середине XIX века её купил у разорителей могил французский врач и коллекционер Антуан-Бартелеми Кло (1793—1868). В 1852 году он передал папирус Британскому музею, где его разрезали на 8 частей и поместили под стекло.

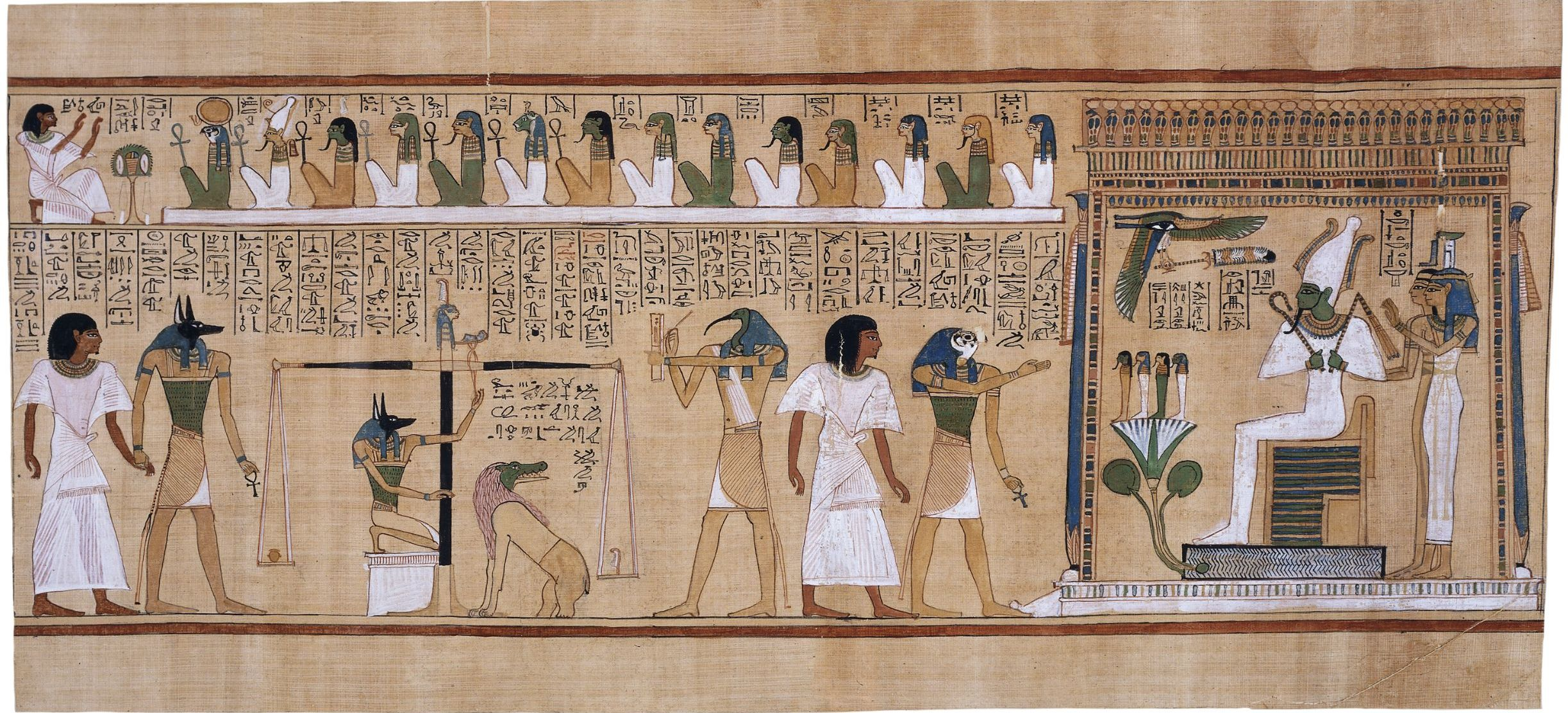
Слева направо: Анубис привёл Хунефера на суд Осириса в Аменти. Анубис устанавливает баланс весов истины Маат, Тот ведёт учёт данных, чудовище Амат ожидает вердикта. После взвешивания сердца покойного Гор подводит Хунефера к трону Осириса, позади которого стоят Исида и Нефтида